# 9. ročník udílení Cen Sdružení filmových a televizních herců
9. ročník udílení Cen Sdružení filmových a televizních herců se konal 9. března 2005 ve Shrine Auditorium v Los Angeles v Kalifornii. Ocenění se předalo nejlepším filmovým a televizním vystoupením v roce 2002. Nominace oznámili 28. ledna 2003 Megan Mullally a Michael Clarke Duncan. Ceremoniál vysílala stanice TNT. Speciální cenu získal Clint Eastwood.

## Vítězové a nominovaní
Tučně jsou označeni vítězové.

### Film
| Nejlepší mužský herecký výkon v hlavní roli | Nejlepší ženský herecký výkon v hlavní roli |
| --- | --- |
| - Daniel Day-Lewis jako William Butcher – Gangy New Yorku - Jack Nicholson jako Warren Schmidt – O Schmidtovi - Adrien Brody jako Władysław Szpilman – Pianista - Nicolas Cage jako Charlie Kaufman/Donald Kaufman – Adaptace - Richard Gere jako Billy Flynn – Chicago | - Renée Zellweger jako Roxie Hart – Chicago - Julianne Moore jako Cathy Whitaker – Daleko od nebe - Salma Hayeková jako Frida Kahlo – Frida - Nicole Kidmanová jako Virginia Woolf – Hodiny - Diane Lane jako Connie Sumner – Nevěrná                                |
| Nejlepší mužský herecký výkon ve vedlejší roli | Nejlepší ženský herecký výkon ve vedlejší roli |
| - Christopher Walken jako Frank Abagnale Sr. – Chyť mě, když to dokážeš - Chris Cooper jako John Laroche – Adaptace - Alfred Molina jako Diego Rivera – Frida - Dennis Quaid jako Frank Whitaker – Daleko do nebe - Ed Harris jako Richard Brown – Hodiny               | - Catherine Zeta-Jonesová jako Velma Kelly – Chicago - Kathy Batesová jako Roberta Herztel – O Schmidtovi - Julianne Moore jako Laura Brown – Hodiny - Michelle Pfeifferová jako Ingrid Magnussen – Bílý oleandr - Queen Latifah jako Matron „Mama“ Morton – Chicago |
| Nejlepší obsazení ve filmu | |
| - Chicago – Christine Baranski, Taye Diggs, Colm Feore, Richard Gere, Queen Latifah, John C. Reilly, Renée Zellweger, Catherine Zeta-Jones - Adaptace - Hodiny - Pán prstenů: Dvě věže - Moje tlustá řecká svatba                                                       | |

### Televize
| Nejlepší mužský herecký výkon v seriálu (drama) | Nejlepší ženský herecký výkon v seriálu (drama) |
| --- | --- |
| - James Gandolfini jako Tony Soprano – Rodina Sopránů - Kiefer Sutherland jako Jack Bauer – 24 hodin - Michael Chiklis jako Vic Mackey – Policejní odznak - Martin Sheen jako Josiah Bartlet – Západní křídlo - Treat Williams jako Andrew Brown – Everwood                        | - Edie Falco jako Carmela Soprano – Rodina Sopránů - Allison Janney jako C. J. Cregg – Západní křídlo - Amy Brenneman jako Amy Gray – Soudkyně Amy - Lorraine Bracco jako Jennifer Melfi – Rodina Sopránů - Lily Tomlin jako Deborah Fiderer – Západní křídlo                               |
| Nejlepší mužský herecký výkon v seriálu (komedie) | Nejlepší ženský herecký výkon v seriálu (komedie) |
| - Sean Hayes jako Jack McFarland – Will a Grace - Matt LeBlanc jako Joey Tribbiani – Přátelé - Bernie Mac jako Bernie McCollough – The Bernie Mac Show - Ray Romano jako Ray Barone – Raymonda má každý rád - Tony Shalhoub jako Adrian Monk – Můj přítel Monk                     | - Megan Mullally jako Karen Walker – Will a Grace - Jennifer Aniston jako Rachel Green – Přátelé - Kim Cattrall jako Samantha Jones – Sex ve městě - Patricia Heaton jako Debra Barone – Raymonda má každý rád - Jane Kaczmareková jako Lois Wilkerson – Malcolm v nesnázích                |
| Nejlepší mužský herecký výkon v minisérii nebo TV filmu | Nejlepší ženský herecký výkon v minisérii nebo TV filmu |
| - William H. Macy jako Bill Porter – Od dveří ke dveřím - Albert Finney jako Winston Churchill– Stahující se mračna - Brad Garrett jako Jackie Gleason – Jackie Gleason - Sean Hayes jako Jerry Lewis – Martin a Lewis - John Turturro jako Howard Cosell – Blázinec pondělní noci | - Stockard Channing jako Judy Shepard – The Matthew Shepard Story - Kathy Bates jako Christine Chapman – Sestry - Helen Mirren jako paní Porterová – Od dveří ke dveřím - Vanessa Redgrave jako Clementine Churchill – Stahující se mračna - Uma Thurman jako Debby Miller –Duševní slepota |
| Nejlepší obsazení (drama) | |
| - Odpočívej v pokoji – Lauren Ambrose, Frances Conroy, Rachel Griffiths, Michael C. Hall, Richard Jenkins, Peter Krause, Freddy Rodriguez, Jeremy Sisto a Mathew St. Patrick - Kriminálka Las Vegas - 24 hodin - Západní křídlo - Rodina Sopránů                                   | |
| Nejlepší obsazení (komedie) | |
| - Raymonda má každý rád – Peter Boyle, Brad Garrett, Patricia Heaton, Doris Roberts, Ray Romano, Madylin Sweeten - Sex ve městě - Will a Grace - Frasier - Přátelé | |